# Rex Nemorensis
Rex Nemorensis a fost în antichitate preotul însărcinat cu cultul zeiței Diana în templul situat pe versantul muntelui Alban (Tempio di Diana Nemorensis), în „pădurea sacră“ de la lacul Nemi, din orășelul omonim (33 km de Roma).